# Johann Liebieg
Johann Liebieg (7. června 1802 Broumov, Království české – 16. července 1870 Smiřice) byl český textilní průmyslník německého původu z Orlických hor, usazený v Liberci (tehdy úředně Reichenberg). V 19. století byl považován za jednoho z nejúspěšnějších podnikatelů v Rakouském císařství, a tím také v Království českém. V roce 1868 byl povýšen do šlechtického stavu jako Johann Freiherr von Liebieg.

## Původ a rodinný život
Narodil se v Broumově jako Johann Carl Ignaz Franz, druhý nejstarší syn domáckého soukeníka Adama Franze Thomase Liebiega. Ze sourozenců se dožili dospělosti jen starší bratr Franz a sestra Pauline. Po předčasné smrti otce (1811) šel Johann ve dvanácti letech do učení k soukenickému mistrovi, dobrému příteli zemřelého otce. Již po dvou letech se stal, jako zcela výjimečný případ, soukenickým tovaryšem.
V roce 1832 se oženil s Marií Münzberg (1810–1848), dcerou továrníka a starosty v Jiříkově, se kterou měl 12 dětí. Po smrti první manželky si vzal v roce 1852 Marii Jungnickel (1830–1891), dceru výrobce plátna, se kterou měl další čtyři děti. Rodina bydlela v Liberci bez přehnaného přepychu a později na Liebigově statku ve Smiřicích. Johann Liebig byl ve společnosti skromný a zdrženlivý, nepil skoro žádný alkohol. Když měl čas, chodil rád pěšky a občas si zahrál partii whistu.
Z celkového počtu 16 dětí ho přežili tři synové z prvního manželství, kterým předal v roce 1867 vedení firmy, a pět dcer, které se všechny vdaly v souhlase s jeho doporučením.

## Podnikatelská činnost
Johann se jako patnáctiletý soukeník vydal na tovaryšský vandr. V roce 1818 přišel do Liberce, kde po několika měsících zaměstnání jako tkadlec začal prodávat jako podomní obchodník smíšené zboží. Asi o rok později otevřel (s pomocí dědictví několika tisíc zlatých po zemřelých rodičích) spolu s bratrem Franzem (1799–1878) textilní obchod se střižním zbožím. Ve 20. letech 19. století přivezl z cest do Anglie a Francie poznatky o nových druzích tkanin (např. tibet, satén aj.), které zavedl do prodeje. Podobné impulzy a konjunktura v rakouské a celkově německé ekonomice pomohly Liebiegům v úspěšném podnikání.
Johann chtěl však zboží pro svůj obchod sám vyrábět. Najal proto v Liberci dílnu, ve které umístil (na zkoušku) 12 ručních stavů. V roce 1828 koupili v Liberci (za 18 000 zlatých) starou přádelnu a barevnu příze s velkým pozemkem. V roce 1832 si bratr Franz Liebieg nechal vyplatit svůj podíl na firmě a začal podnikat na vlastní pěst. Johann zvětšil zakoupenou továrnu tak, že tam od roku 1833 pracovalo asi 300 lidí na 72 mechanických a 141 ručních stavech a také na 18 tiskařských stolech. Vyráběly se polovlněné tkaniny a později módní zboží jako Merino, Lasting aj.
Zatímco se provoz v Liberci specializoval na vlnařskou výrobu, založil Liebieg do roku 1863 bavlnářské provozy ve Svárově (přádelna se 47 000 vřeten se skárnou v Haraticích, cca 500 mechanických a ručních stavů) a v Železném Brodě (přádelna s 50 000 vřeteny) a vlnařskou přádelnu a tkalcovnu (120 ručních stavů) v Raspenavě.
Vedle textilu podnikal Johann Liebieg v mnoha dalších oborech. Například v roce 1852 koupil v bývalé uherské župě Bihor opuštěnou sklárnu s velkým přilehlým polesím, obnovil tam výrobu skla (až na 6000 ročních tun), v severních a východních Čechách investoval do provozů na výrobu mouky, břidlicových tašek, mědi, vápna, dřeva, zrcadel, piva, podílel se na stavbách silnic, železnic a mnoha dalších.
V posledních letech Johannova života Liebiegové zaměstnávali 5300 dělníků, vypláceli ročně jeden milion zlatých na mzdách a odváděli 140 000 zlatých na daních.

## Veřejné a sociální aktivity
Pro svých více než 5000 dělníků a zaměstnanců zřídil Johann Liebieg různé podpůrné instituce (stravování, vzdělání) s provozními náklady 20 000 zlatých ročně, postavil sídliště se 150 domky a poskytoval také bydlení zdarma. Zastával různé funkce v podnikatelských organizacích. Byl rovněž politikem, v  letech 1861–1864 byl poslancem Českého zemského sněmu. V roce 1866 byl rakouským císařem povýšen do rytířského stavu.

## Podnikání potomků Johanna Liebiega
Heinrich Liebieg (1839–1904), Johannův syn, převzal spolu s bratry Johannem (1836–1917) a Theodorem Liebiegem starším (1840–1891) v roce 1867 vedení firmy.
V roce 1870, několik měsíců před smrtí Johanna Liebiega seniora, došlo ve svárovské továrně firmy ke stávce asi 2000 dělníků ze závodu a z okolních obcí. Při konfliktu s přivolaným vojskem a četníky před Liebiegovou továrnou přišlo o život sedm stávkujících. Událost vyvolala značný rozruch ve veřejnosti, později byla několikrát popisována literárně i ve filmu. Objektivní zpracování této historie však není dosud známo.
Heinrich Liebieg vedl firmu do roku 1897, z toho posledních 10 let bez pomoci obou bratrů. O něm se vědělo, že jeho hlavní zájem patřil výtvarnému umění, o jeho vlivu na vývoj obrovského rodinného podniku se historikové nezmiňují.
Heinrichův synovec Theodor (1872–1939), syn Theodora Liebiega staršího (1840–1891), začal v roce 1891 pracovat v liebiegovském podniku a v roce 1897 převzal jeho vedení. V roce 1907 zřídil novou přádelnu bavlny s 39 000 vřeteny ve Svárově a koupil přádelnu česané vlny ve Svatavě. V roce 1907 měly Liebiegovy přádelny celkovou kapacitu 131 000 vřeten, s podílem 36 % na trhu odpovídajícího zboží tak byly největší v Rakousko-Uhersku. V roce 1918 pracovalo v podniku 5000 dělníků a zaměstnanců. Theodor Liebieg mladší získal podíly na několika dalších textilkách v Čechách, Uhersku a Alsasku (tehdy součást Německého císařství).
Po roce 1920 byly všechny netextilní podniky prodány, Liebiegův textilní sektor však rozšířen: 1923 Budapešť přádelna bavlny 30 000 vřeten a 1925 s 50 % podílem na kartounce Rolffs ve Frýdlantě, dále podíly na textilkách v Maďarsku a v Rumunsku.
Theodorův syn Johann Wolfgang Liebieg (1904–1965) vedl podnik po otcově smrti v letech 1939–1945. Majetek Liebiegů byl v roce 1945 zkonfiskován československým státem, Johann Wolfgang byl zatčen a po propuštění z internačního tábora v roce 1947 odsunut do Západního Německa. V roce 1948 založil v Salmünsteru tkalcovnu, později s přádelnou česané vlny. Po jeho smrti 1965 byla tato továrna zrušena. 

## Galerie

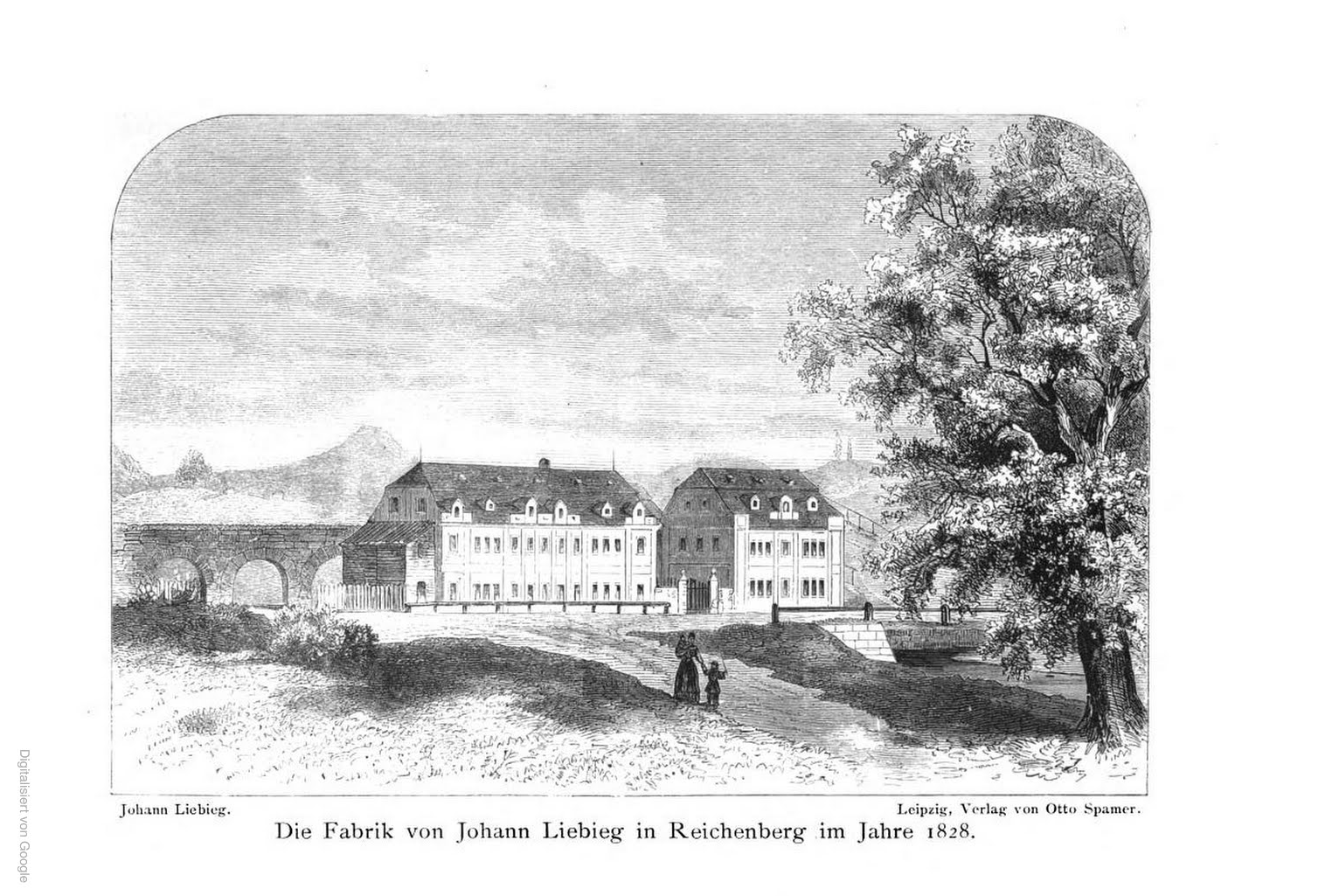
Liebiegova továrna v Liberci v roce 1828
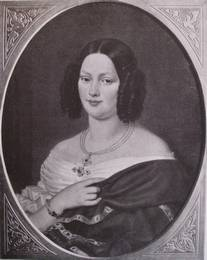
Maria roz. Münzberg (1810–1848), první manželka Johanna Liebiega
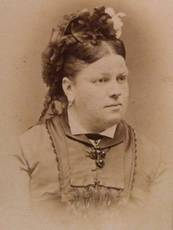
Maria roz. Jungnickel (1830–1882), druhá manželka Johanna Liebiega
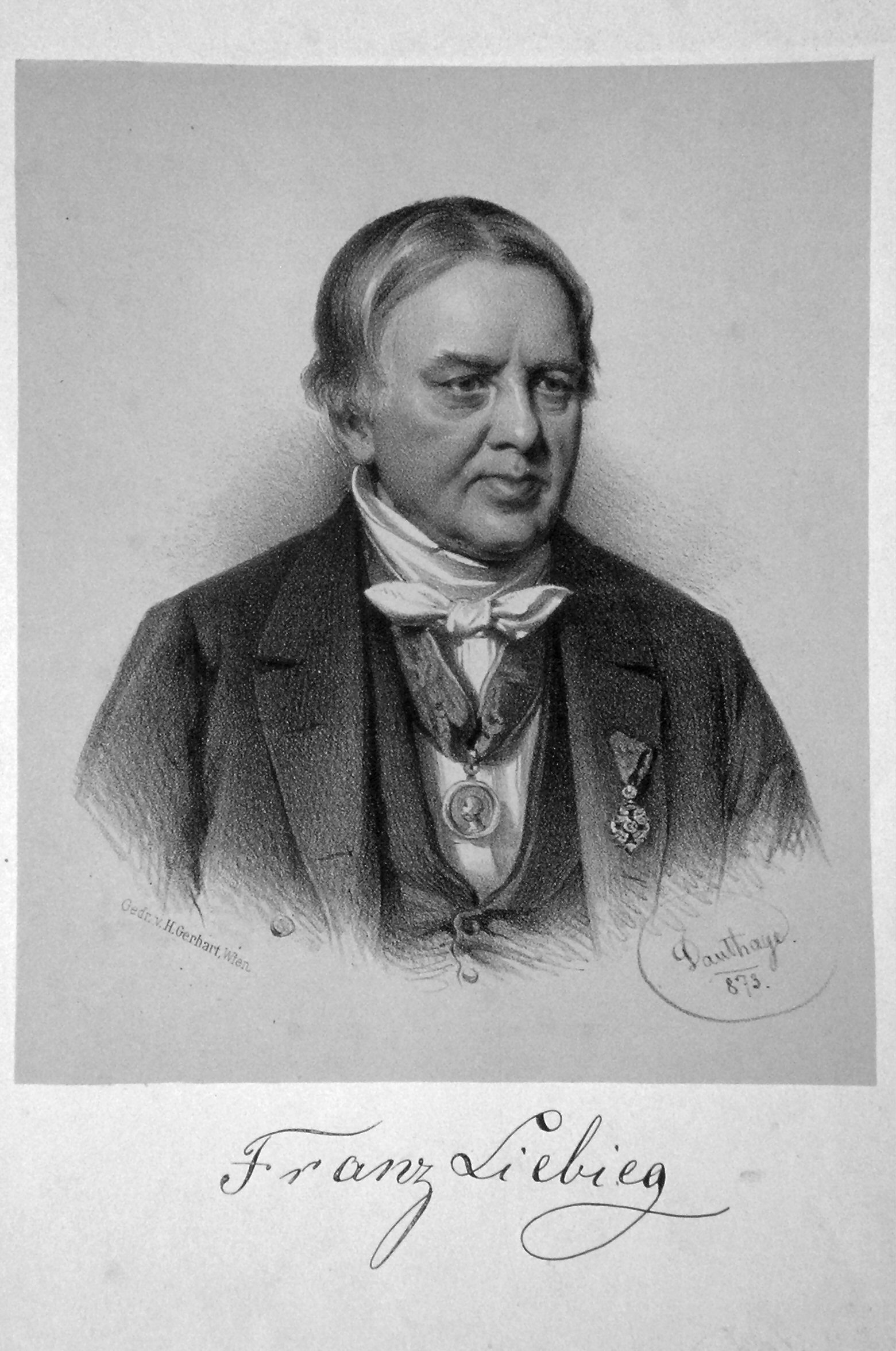
Franz von Liebieg sen. (1799–1878), starší bratr Johanna Liebiega (litografie z roku 1873)
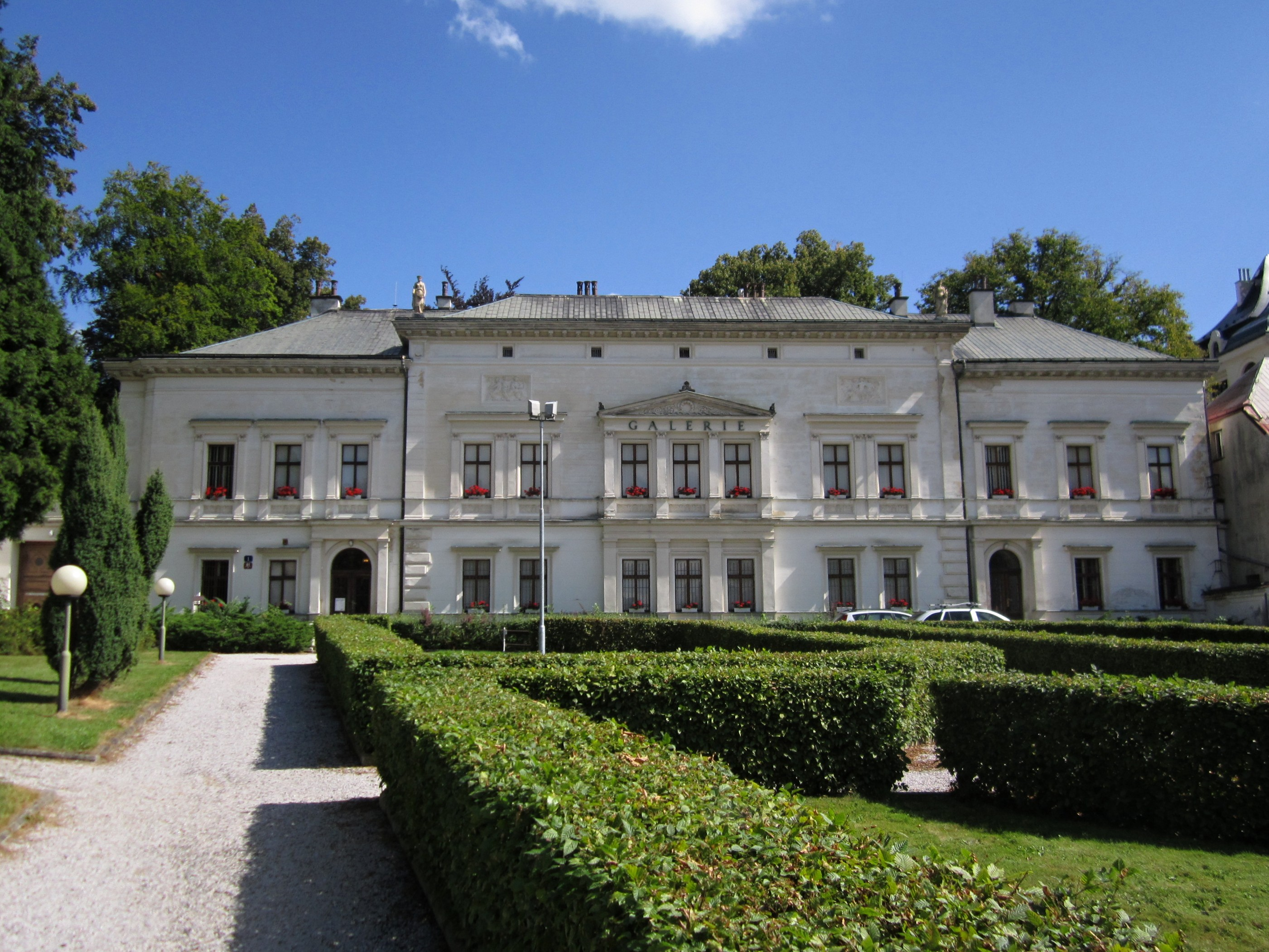
Vila Johanna Liebiega ml. v Liberci (1871–1872)
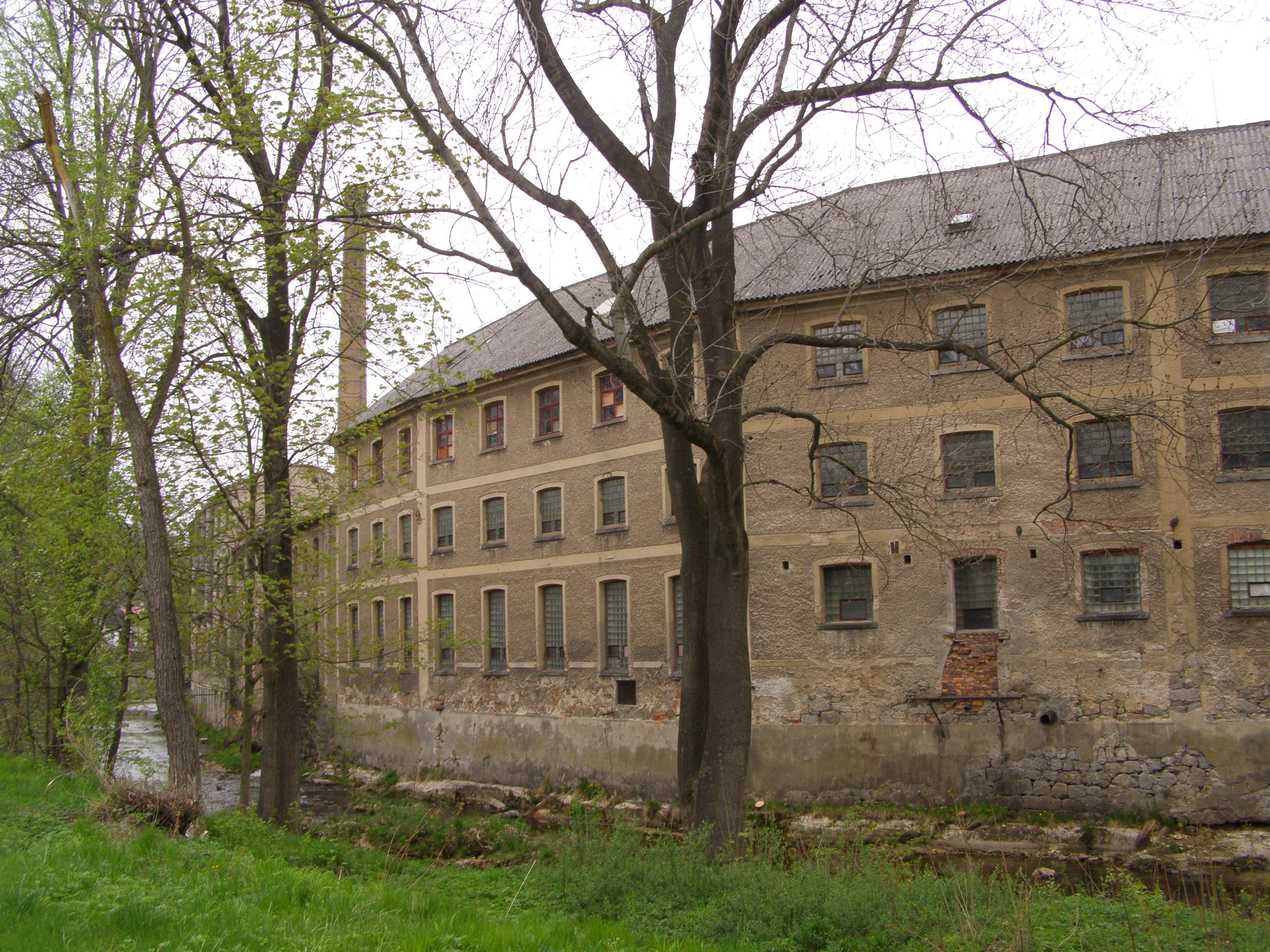
Část bývalé Liebiegovy přádelny v Raspenavě
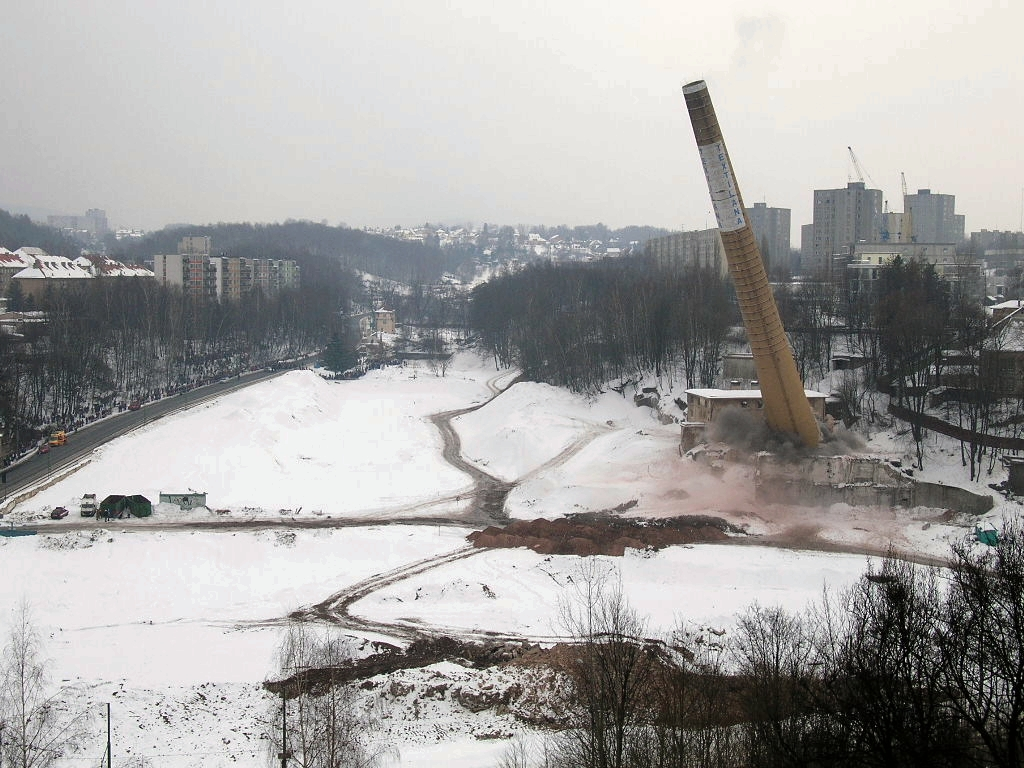
Areál bývalé Liebiegovy textilky (po znárodnění Textilana Liberec) po demolici budov v roce 2005